# Madonna delle Ciliegie
La Madonna delle Ciliegie è un dipinto a olio su tela trasportatoa su tavola (81,6x100,2 cm) di Tiziano, databile al 1516-1518 circa e conservato nel Kunsthistorisches Museum di Vienna.

## Storia
L'opera si trovava nelle collezioni dell'arciduca Leopoldo Guglielmo dal 1659. Tra il 1853 e il 1859 fu trasportata su tavola. In occasione di tale intervento si scoprì un disegno sottostante, che mostra diverse modifiche in corso d'opera e che fu copiato dal restauratore, Erasmo Engart.

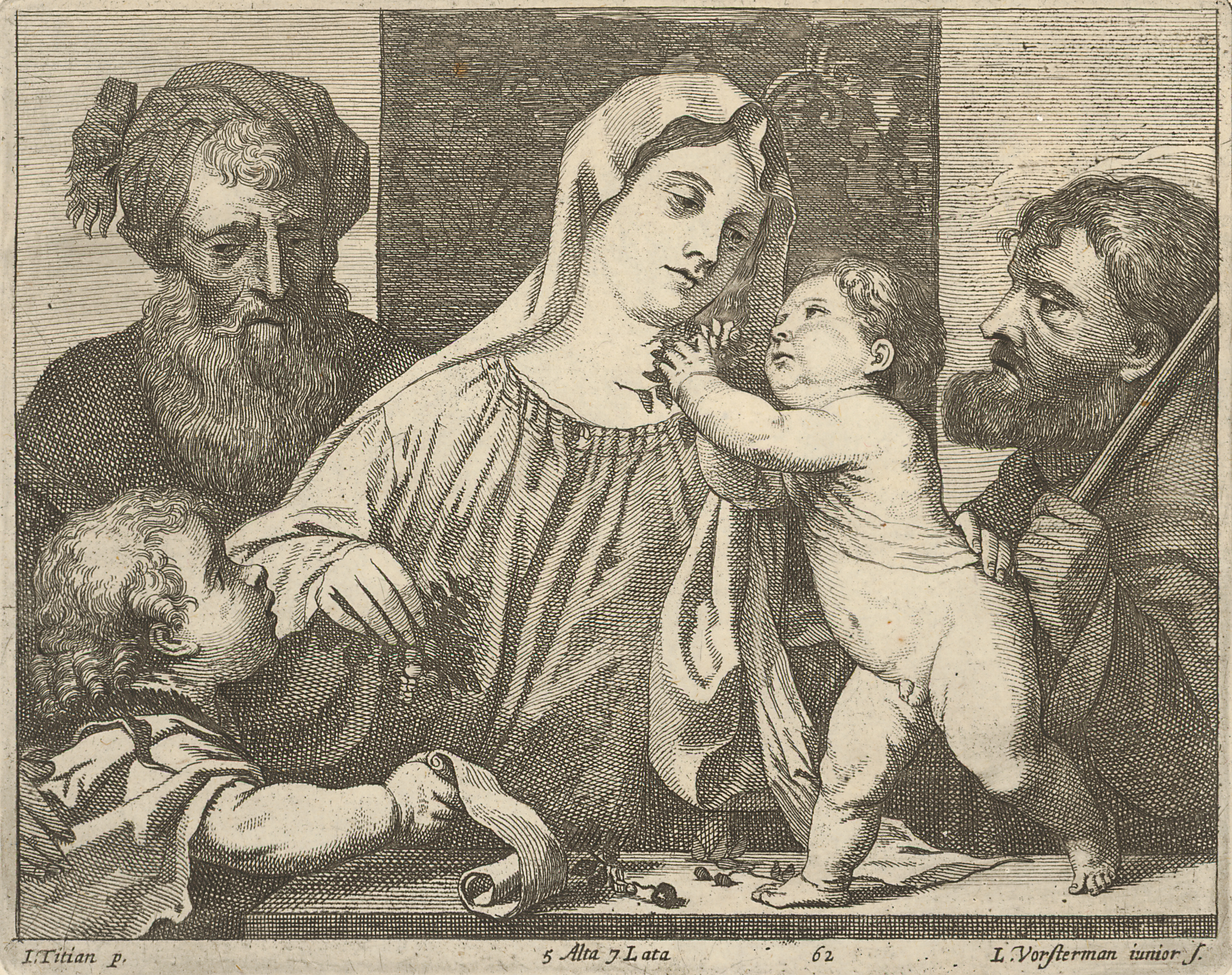
Theatrum Pictorium, 1673
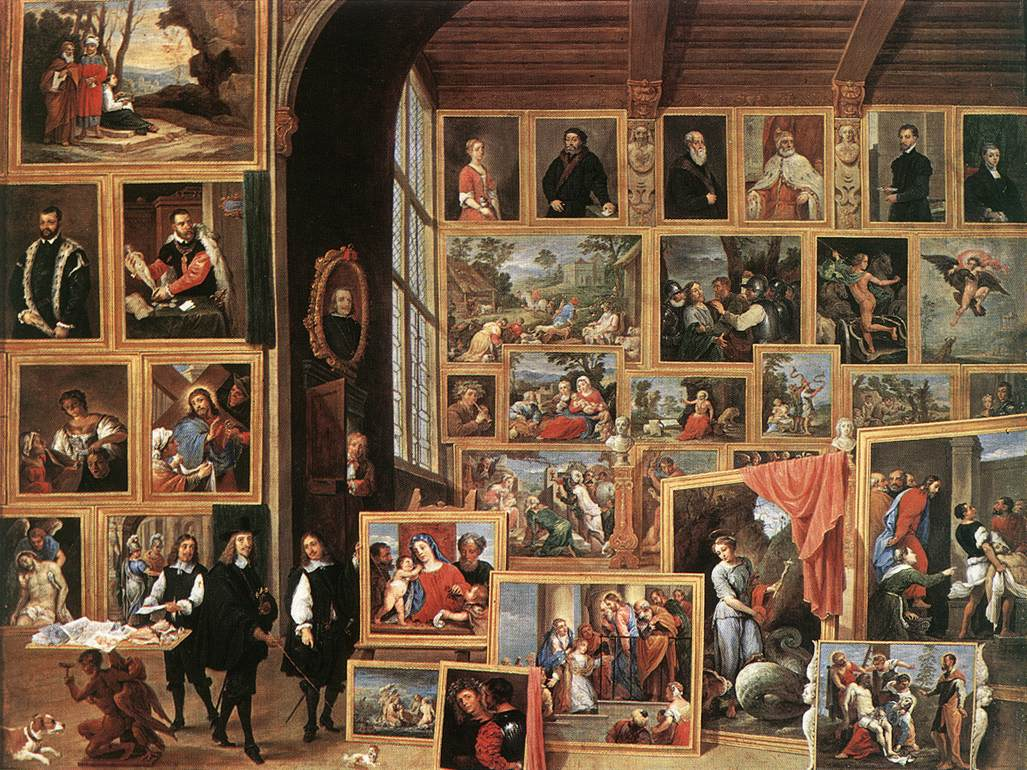
1640
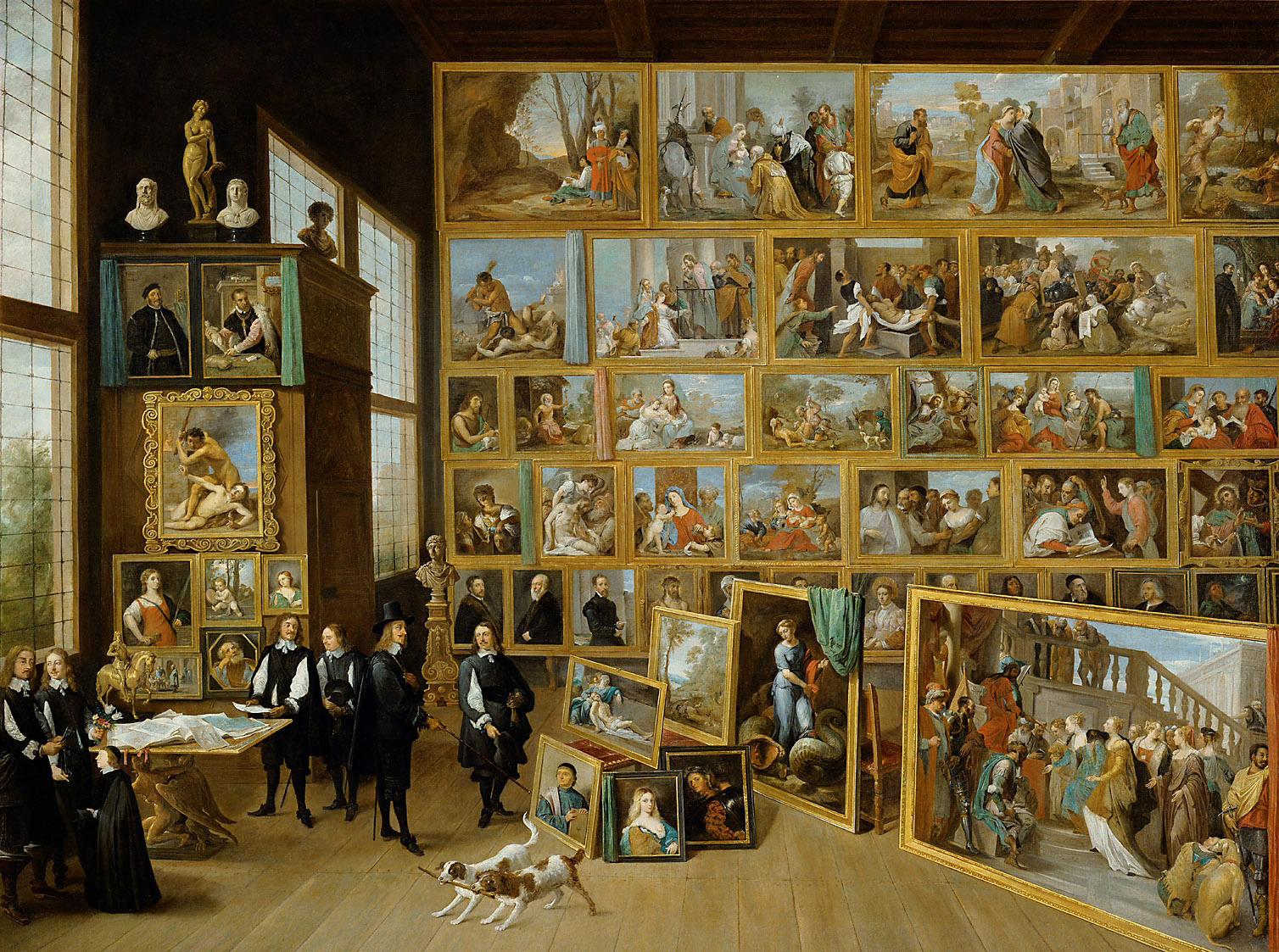
1651

## Descrizione e stile
Una tenda rossa, damascata di oro, fa da sfondo alle mezze figure della Madonna col Bambino tra santi. Gesù si dimena su un parapetto offrendo ciliegie alla madre, richiamo al Peccato originale e al colore rosso del sangue della Passione, mentre dall'altra parte si sporge san Giovannino. Chiudono ai lati i santi Giuseppe e Zaccaria. Si tratta di una composizione abbastanza tradizionale in area veneziana, riferibile a prototipi di Giovanni Bellini, ma anche alla Madonna del Lucherino di Albrecht Dürer, eseguita proprio a Venezia nel 1506.
Tiziano attualizzò comunque il tema con un maggiore senso di movimento che anima i personaggi, ora rivolti verso il basso ora verso l'alto, e con la cromia accesa e corposa, all'insegna del superamento del tonalismo.